# Campionati europei di ciclismo su pista 2025 - Scratch femminile
La gara della scratch  femminile ai Campionati europei di ciclismo su pista 2025 si svolse il 12 febbraio 2025 presso il Omnisport Heusden-Zolder di Heusden-Zolder, in Belgio.

## Risultati
Il primo al traguardo vince l'oro, al netto di eventuali giri guadagnati.
| Pos | Nome               | Nazione                       | Note |
| --- | ------------------ | ----------------------------- | ---- |
| 1   | Martina Fidanza    | Italia                        |      |
| 2   | Lorena Wiebes      | Paesi Bassi                   |      |
| 3   | Maria Martins      | Portogallo                    |      |
| 4   | Anita Stenberg     | Norvegia                      |      |
| 5   | Anna Morris        | Gran Bretagna                 |      |
| 6   | Petra Ševčíková    | Rep. Ceca                     |      |
| 7   | Mia Griffin        | Irlanda                       |      |
| 8   | Lorena Leu         | Svizzera                      |      |
| 9   | Akvilė Gedraitytė  | Lituania                      |      |
| 10  | Alžbeta Bačíková   | Slovacchia                    |      |
| 11  | Ellen Klinge       | Danimarca                     |      |
| 12  | Eva Anguela        | Spagna                        |      |
| 13  | Eliza Rabażyńska   | Polonia                       |      |
| 14  | Tetiana Yashchenko | Ucraina                       |      |
| 15  | Lea Lin Teutenberg | Germania                      |      |
| 16  | Hanna Tserakh      | Atleti Individuali Neutrali 1 |      |
| 17  | Lani Wittevrongel  | Belgio                        |      |
| 18  | Maria Averina      | Atleti Individuali Neutrali 2 |      |
| 19  | Mélanie Dupin      | Francia                       |      |